# Erase Errata
Erase Errata est un groupe américain de rock indépendant, originaire de San Francisco, en Californie, actif entre 1999 et 2015.

## Histoire
Erase Errata est formé à Oakland, en Californie, en 1999, et attire rapidement l'attention nationale après la sortie de leur premier single éponyme 7 pouces, et grâce à des tournées avec le groupe electro-riot grrrl Le Tigre et les noise-rockers japonais Melt-Banana. Ils sortent leur premier album Other Animals en 2001, suivi de At Crystal Palace en 2003, tous deux sur le label Troubleman Unlimited.
Après le départ de la guitariste fondatrice Sara Jaffe d'Erase Errata en 2004, la chanteuse Jenny Hoyston passe à la guitare, et le groupe recrute brièvement un chanteur nommé Archie McKay. Le groupe opte finalement pour une formation en trois parties, Hoyston assurant à la fois la guitare et la voix, rejoignant le groupe pour l'album Nightlife, sorti en 2006. Celui-ci est salué comme étant « un point culminant pour le punk politique qui cherche à compliquer la fonction du divertissement et à lui donner un programme pour ce siècle ».
Le groupe sort ensuite son ultime album, Lost Weekend, sur Under the Sun Records en 2015. Erase Errata se sépare à l'amiable après avoir donné deux derniers concerts à Austin, au Texas, en octobre 2015,. 

## Discographie

### Albums studio
- 2001 : Other Animals
- 2003 : At Crystal Palace
- 2006 : Nightlife
- 2015 : Lost Weekend

### Singles
- 2000 : Erase Errata (Inconvenient Press)
- 2001 : The Structure of Scientific Misconceptions (Toyo)
- 2001 : 7" split single avec Black Dice (Troubleman)
- 2002 : 7" compilation feat. Erase Errata, Peaches, xbxrx, Tracy and the Plastics et autrres (NFJM)
- 2002 : 7" split single with Numbers (Tigerbeat6)
- 2003 : Mariah Carey and the Arthur Doyle Hand Cream / Glitter (split single avec Sonic Youth) (Narnack)

### Compilations
- 2001 : Rough Trade Shops: Post Punk Vol. 1
- 2002 : Fields and Streams (Kill Rock Stars)